# Cornelius van Cleve
Cornelius van Cleve, född 1520, död 1567, var en flamländsk konstnär. Han var son till konstnären Joos van Cleve.
Cornelius van Cleve anses identisk med den så kallade Sotte Cleef, av vilken man i England påträffat ett självporträtt samt ett porträtt av sin hustru, som idag finns på Windsor Castle.